# Rasmus Wranå
Rasmus Wranå, né le 15 novembre 1994  à  Stockholm, est un curleur suédois.

## Carrière
Il est médaillé d'argent du tournoi masculin de curling aux Jeux olympiques de 2018.
Il est également médaillé d'or au Championnat du monde de curling masculin 2018, médaillé d'argent au Championnat du monde de curling masculin 2017 et au Championnat du monde de curling mixte 2015.
Au niveau continental, il obtient aux Championnats d'Europe de curling l'or en 2016 et 2017.
Il est également vice-champion du monde junior en 2012.